# Porąbki (województwo opolskie)
Porąbki – wieś w Polsce położona w województwie opolskim, w powiecie oleskim, w gminie Rudniki.
| SIMC    | Nazwa    | Rodzaj  |
| ------- | -------- | ------- |
| 0145112 | Skotnica | kolonia |

W latach 1975–1998 miejscowość położona była w województwie częstochowskim.
Nazwa kulturowa oznacza osadę powstałą na miejscu wyciętego lasu. Osada została założona na przełomie XIX-XX w. Leży na powierzchni wysoczyzny równinnej 210–212 m n.p.m. Leży głównie na glebach bielicowych i płowych.